# Монгрю-Сент-Илер
Монгрю́-Сент-Иле́р (фр. Montgru-Saint-Hilaire) — коммуна во Франции, находится в регионе Пикардия. Департамент коммуны — Эна. Входит в состав кантона Виллер-Котре. Округ коммуны — Суасон.
Код INSEE коммуны — 02507.

## Население
Население коммуны на 2010 год составляло 34 человека.
| 1962 | 1968 | 1975 | 1982 | 1990 | 1999 | 2010 |
| ---- | ---- | ---- | ---- | ---- | ---- | ---- |
| 39   | 42   | 25   | 25   | 37   | 40   | 34   |

## Экономика
В 2010 году среди 26 человек трудоспособного возраста (15—64 лет) 17 были экономически активными, 9 — неактивными (показатель активности — 65,4 %, в 1999 году было 79,2 %). Из 17 активных жителей работали 13 человек (8 мужчин и 5 женщин), безработных было 4 (1 мужчина и 3 женщины). Среди 9 неактивных 2 человека были учениками или студентами, 4 — пенсионерами, 3 были неактивными по другим причинам.